# Wolfgang Heyser
Wolfgang Heyser (* 23. November 1942 in Danzig) ist ein deutscher Biologe und Professor.

## Leben
Heyser studierte an der Hochschule in Bonn Zoologie, Botanik und Biochemie und verfasste seine Dissertation am 16. Dezember 1968. Nach einem USA-Aufenthalt übernahm er in Göttingen 1978 die außerplanmäßige Professur Forstbotanik. Wolfgang Heyser ist seit 1979 Bremer Hochschullehrer. Von 1983 bis 1985 war er dort Dekan im Fachbereich Biologie und Chemie. Als Konrektor für Forschung und Wissenschaftstransfer war er von 1991 bis 1995 tätig. Seit 2000 fungiert der Biologe als Sprecher der Hochschullehrer im Zentrum für Umweltforschung und Umwelttechnologie (UFT).

## Forschung
Er ist Leiter der Arbeitsgruppe Angewandte Botanik am UFT der Universität Bremen im Zentrum für Umweltforschung und nachhaltige Technologien. Seine Forschungsschwerpunkte sind die Physiologie der Mykorrhiza, Biologische Behandlung kontaminierter und degradierter Böden, On-line Detektion von Mikroorganismen und Pflanzenfilter.

## Publikationen (Auswahl)
- Wolfgang Heyser: Das Phloem von Tradescantia albiflora. Dissertation. Universität Bonn 1968, DNB 481509771.
- I. Dobner, J. U. Holthuis, J. Warrelmann, B. Mahro, W. Heyser: Entwicklung eines neuartigen Hochleistungs-Pflanzen-Bodenfilters zur Behandlung kontaminierter Niederschlagswässer. Teil 2: Lysimeterstudien. In: KA-Korrespondenz Abwasser Abfall. Band 11, 2008, S. 1198–1206.
- J. U. Holthuis, I. Dobner, W. Heyser, J. Warrelmann, B. Mahro: Entwicklung eines neuartigen Hochleistungs-Pflanzen-Bodenfilters zur Behandlung kontaminierter Niederschlagswässer. Teil 1: Screening und Auswahl geeigneter Filtersubstrate und Pflanzen. In: KA-Korrespondenz Abwasser Abfall. Band 9, 2008, S. 984–990.
- W. Heyser: Untersuchungen über die Phloembeladung im Blatt. 1975, OCLC 46086119.